# Farní sbor Českobratrské církve evangelické v Opavě
Farní sbor Českobratrské církve evangelické v Opavě je sborem Českobratrské církve evangelické v Opavě. Sbor spadá pod Moravskoslezský seniorát.
Českobratrské bohoslužby se začaly konat v Opavě v roce 1921; samostatný sbor se konstituoval 1. února 1948. V prosinci roku 1949 byl slavnostně otevřen sborový dům na Lidické ulici, kde se sbor schází až do současnosti.
Sbor administruje z Ostravy farářka Ewa Milena Jelinek, kurátorem sboru Viliam Kušnír. Jako pastorační pracovnice a zároveň výpomocná kazatelka působí Simona Kopecká.

## Faráři sboru
- Karel Veselý (1948–1957)
- Jaroslav Košťál (1958–1986)
- Daniel Tomeš (1988–1996)
- Jan Lukáš (1997–2016)
- Pavel Janošík (2016–2025)